# Ter Plaatse
Ter Plaatse was het opsporingsprogramma van RTV Noord-Holland, waarin de politie op zoek is naar daders van misdrijven.
Ter Plaatse werd elke woensdagavond uitgezonden om 17:30 en werd nadien herhaald. De presentatie was in handen van Petra Dorrestijn. Het programma Ter Plaatse werkte samen met de politie. Kenmerkend was dat de zaken geen vast telefoonnummer hadden zoals bij Opsporing Verzocht, maar verschillende telefoonnummers van de verschillende politiebureaus. In het programma werden zaken behandeld die te maken hadden met onder meer inbraken, verkrachtingen en moorden.
Extra presentatrice was Meriyem Manders. Zij was ter plaatse bij de plaatsen delict. 
Voice-over was Arjan Burggraaf.
Dit programma werd opgevolgd door Bureau NH dat in maart 2014 van start ging.